# 屏東縣基督教羅騰園肢體殘障服務協會
屏東縣基督教羅騰園肢體殘障服務協會是為了幫助身心殘障者而成立的非營利組織，成立於2012年，位在屏東縣屏東市。其名稱中的羅騰樹得名自舊約聖經列王紀上第十九章中的羅騰樹，當時先知以利亞逃難躲到羅騰樹下、求神取走他的生命，而神差天使供給他食物。

## 協會歷史
1960年西德女教士差會在屏東縣創辦盲女習藝所，占地約800坪，主要教授縫紉、紙雕、音樂等。1969年申請立案為「屏東殘盲女子教養院」，至1984年停辦教養院、改設立「羅騰園活動中心」。1987年改由挪威基督教協力會經營，附設「羅騰園肢體殘障護理之家」，協助女性身心障礙青年就醫、就學、就業及生活與信仰輔導。後來因國外經費短缺，外國傳教士於1992年底撤離台灣。
後來台灣的志工主持，於1993年正式立案為「屏東縣基督教羅騰園肢體殘障服務協會」，依舊延續外國教士的服務內容，只是服務對象擴及男性。2003年更名為「社團法人屏東縣基督教羅騰園肢體殘障服務協會」。1993年發起組織法人社團，提供弱智生、多重障礙等流浪殘障孤兒遊蕩街頭需24小時照護。2000年3月，因協會理監事未改選，協會被勒令解散。2001年11月，被指控未經立案，收容25名殘障孤兒上街義賣。2011年12月19日，屏東縣政府社會處同意辦理籌組「屏東縣基督教羅騰園肢體殘障服務協會」一案。2018年10月2日，屏東縣政府公文通知，1個月內召開會員大會改選理監事，否則依規定予以解散處分；而羅騰園回應，仍會繼續維持營運。

## 爭議
2018年7月16日無黨籍屏東縣議員蔣月惠因為屏東市公勇路拆遷案咬女警事件在媒體引起討論，後續媒體開始報導蔣月惠與羅騰園之未立案與各項違法事件。但亦有公益組織觀察團體指出，多數公益團體面臨轉型之艱困與政府的殘補式思維、捐款資源排擠、跨部會缺乏整合之現況，認為羅騰園以社區營造方式，讓相對弱勢者能在社區裡被接納，在其中自主生活，值得借鏡學習。

## 相關人物
- 蔣月惠
- 廖美紅
- 陳料賢
- 向許清和